# Warrego Highway
De Warrego Highway is een weg in het zuiden van Queensland, Australië die een aantal kustgebieden verbindt met de zuidwestelijke gebieden. De weg heeft een lengte van ongeveer 750 kilometer. De naam is afkomstig van de Warrego rivier, die aan het eindpunt van de weg ligt. De gehele weg maakt deel uit van de National Highway en vormt een deel van de verbinding tussen Darwin en Brisbane. Voorheen had de weg de benaming National Route 54, maar dit werd vanaf 2000 in National Route A2 veranderd.
De weg begint aan het einde van de Ipswich Motorway, nabij Ipswich en gaat dan over het Groot Scheidingsgebergte naar Toowoomba. Het eerste stuk tussen Ipswich en Toowoomba is een autosnelweg. Na Toowoomba kruist de weg de Darling Downs en gaat dan als tweebaansweg verder naar Charleville.